# Cornu (zoologia)
Cornu Born, 1778 è un genere di molluschi gasteropodi della famiglia Helicidae.

## Tassonomia
Il genere comprende le seguenti specie:
- Cornu aspersum (O.F.Müller, 1774)
- Cornu cephalaeditana (Giannuzzi-Savelli, Sparacio & Oliva, 1986)
- Cornu cretense Hausdorf, Bamberger & Walther, 2020
- Cornu insolida (Monterosato, 1892)
- Cornu mazzullii (De Cristofori & Jan, 1832)